# 베세토오페라단
강화자베세토오페라단은 오페라를 통한 클래식의 일반대중화 및 한․중․일 문화교류를 통해 한국오페라 운동의 발전을 목표로 1999년 9월 15일 설립된 대한민국 문화체육관광부 소관의 사단법인이다. 사무실은 서울특별시 서초구 방배동 850-31 (우: 137-060)에 있다.

## 주요 사업
- 각종 음악회, 정기연주회, 오페라 개최
- 유능한 신인발굴 및 등용
- 음악 발전을 위한 조사연구
- 음악인 국제교류